# Fan club
Pour l'émission de télévision québécoise intitulée Fan Club, voir Fan Club (émission).
Un fan club, fan-club ou fanclub, est un groupe, informel ou organisé en association, de fans, autrement dit de personnes partageant une admiration, voire une adulation commune pour :
- un personnage plus ou moins connu (une idole, généralement une célébrité) ;
- une organisation ;
- un film, une série télévisée, une publication ;
- une activité, un loisir (hobby) ;
- des objets de collection ou fétiches, etc.

Son objectif est l'échange d'informations et éventuellement le prosélytisme, et, lorsqu'il s'agit d'un sujet issu de l'industrie du divertissement et de l'industrie culturelle, la vente de produits dérivés.

## Exemples
- La Kiss Army (fan club officiel de tous les fans du groupe Kiss) [réf. nécessaire]
- Les Cassiopeia (plus gros fan club du monde, celui des TVXQ) [réf. nécessaire]
- Les E.L.F (fan club des Super Junior)[2]